# Alfons d'Aragó i Castella

Reconstrucció de l'escut de l'infant Alfons d'Aragó. En aquest escut s'uní als pals del Senyal d'Aragó l'escut de Castella, reproduït en vint escussons situats en una bordura, no com a diferència, sinó seguint el costum castellà de representar les armes de la família materna.

Alfons d'Aragó (1222 - Calataiud, 1260) fou infant d'Aragó, fill primogènit de Jaume I el Conqueridor i la seva primera esposa, Elionor de Castella. Nomenat hereu de la Corona d'Aragó el 1228, va morir el 1260 sense descendència tot i haver-se casat el mateix any amb Constança de Montcada. En morir, el seu mig germà Pere, futur Pere el Gran, esdevingué el nou hereu del reialme.

## Biografia
Fou el primer fill de Jaume I d'Aragó «el Conqueridor» i de la seva primera esposa, la reina Elionor de Castella. Era net per part paterna del rei Pere II «el Catòlic» i de la seva dona, la reina Maria de Montpeller, mentre que per línia materna era net d'Alfons VIII de Castella i de la seva esposa, Elionor Plantagenet. Era germà agnat (germanastre amb pare comú) de Pere III «el Gran» i de Jaume II de Mallorca, entre els quals Jaume I dividiria el seu regne a la mort.
Va ser designat hereu de la Corona d'Aragó el 1228. La relació amb el seu pare es va deteriorar molt des que va redactar el segon testament, el 1243, que llegava Aragó a Alfons, però Catalunya, Balears i València a Pere, cosa que li barrà el pas al mar; a més, sols li donava una petita part de l'herència malgrat ser el primogènit. Endemés, la situació s'agreujà quan va testar per a Jaume i Ferran, els fills menors.
El 1250 es produí un conflicte amb el seu pare, el rei Jaume I. El príncep Alfons va dirigir les tropes aragoneses a una guerra per les terres de Lleida. El motiu del malestar era el repartiment de l'herència, per això calia marcar la frontera entre Aragó i Catalunya. Així doncs, el rei va marcar la frontera al riu Cinca i Lleida quedà a Catalunya, però els aragonesos no hi estigueren d'acord. Alfons va comptar amb l'ajut del seu cosí, el rei Ferran III de Castella. El 1251 va arribar la pau amb el nomenament d'Alfons com a governador general d'Aragó i regent dels territoris del seu germanastre menor d'edat, Ferran.
El príncep Alfons va ser molt estimat a l'Aragó, mentre que Pere va tenir l'ajut incondicional dels nobles catalans. La seva mort, encara que tràgica, va canviar el curs de la història i va evitar una molt segura guerra amb el seu germà Pere després de la mort del seu pare.
Va morir abans que el seu pare el 23 de març de 1260 a Calataiud després d'haver contret matrimoni aquest mateix any amb Constança de Montcada, filla de Gastó VII de Bearn. No va deixar descendència i, a la seva mort, el seu germanastre l'infant Pere, futur Pere III d'Aragó, es va convertir en un hereu de la corona.